# すざく

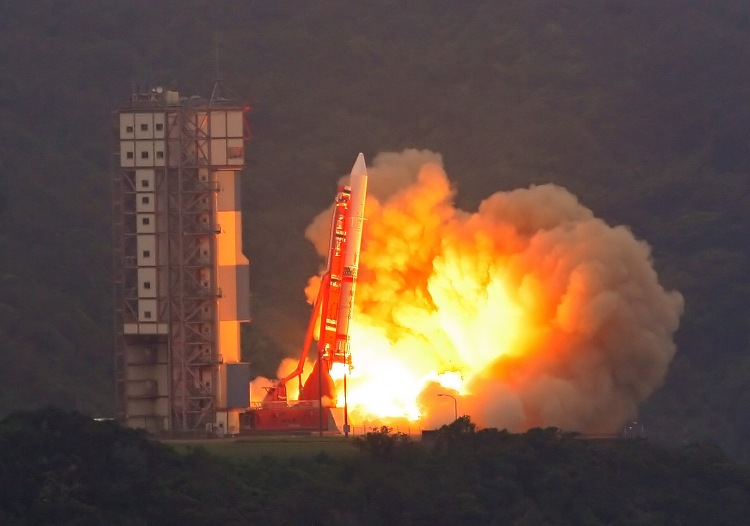
M-Vロケット6号機によって打ち上げられたすざく

すざく（第23号科学衛星ASTRO-EII）は、日本のX線天文衛星。
2005年7月10日にM-Vロケット6号機により内之浦宇宙空間観測所から打ち上げられた。高度約550km、軌道傾斜角31度の略円軌道を周期96分で周回し、観測を行なった。2015年8月に運用を終了し、機体は2025年1月5日に大気圏に再突入した。
1993年に打ち上げられたあすか (ASTRO-D) に続く日本で5機目のX線天文衛星ASTRO-Eとして1995年度から計画が開始された。ASTRO-Eは2000年2月10日にM-Vロケット4号機によって打ち上げられたが、第一段ロケットの燃焼異常により軌道投入に失敗した。同年3月23日にASTRO-Eの計画をほぼ踏襲する形でASTRO-EIIの計画が提案され、2001年度から正式にプロジェクトが開始された。2005年7月10日の打ち上げ成功後にASTRO-EIIは「すざく」と名付けられた。
開発・製造はNEC東芝スペースシステムが担当した。名前は伝説上の神鳥であり宇宙の守護神でもある朱雀が由来の一つである。

## 概要
X線源となる高温のプラズマの観測、遠方の銀河団を観測し宇宙の進化についてのデータの提供、ブラックホール候補天体や活動銀河核の観測を目的としている。
円筒形の本体の直径は2.1メートル (m) で太陽電池パネルを展開すると幅5.4 mとなる。鏡筒を伸ばすと全長6.5 mになる。総重量は1680キログラム (kg)。
基本的に軌道投入に失敗したASTRO-Eと同じものだが、入手不能の部品の変更や、リスクのない範囲内での観測装置の改良を行った。ASTRO-Eに比べX線分光検出器 (XRS) のエネルギー分解能は2倍、これを冷却する冷媒（液体ヘリウムと固体ネオン）の寿命も1.5倍程度延した。またX線反射鏡の迷光を除去したり、X線CCDに放射線劣化対策の電極を付加するなどの改良も行なった。

## 観測目的
すざくの目的は主に以下のようなものである。
1. X線・ガンマ線による高温プラズマの研究
  - 広い温度範囲にわたってさまざまなＸ線源をプラズマで調べること
  - さまざまなＸ線源のプラズマのダイナミックな運動を研究する
  - 私たちの銀河内の超新星残骸から核ガンマ線をサーヴェイすること
2. 宇宙の構造と進化を研究する
  - 銀河団の進化
  - 非常に遠方にある暗い原始天体の探索
  - 私たちの銀河内の超新星残骸から核ガンマ線をサーヴェイすること
3. ブラックホール候補天体と活動銀河核の広帯域のスペクトル研究
  - ブラックホールへの降着流の研究
  - 活動銀河核が1–1000キロ電子ボルト (keV) の領域で宇宙Ｘ線背景放射に対してどのような貢献をしているかの研究

## 観測装置
観測機器は5つの軟X線望遠鏡と1つの硬X線望遠鏡を搭載している。観測機器はアメリカとの共同開発である。5つの軟X線望遠鏡のうちの1つは口径40センチメートル (cm)、焦点距離4.5 mで検出器としてX線マイクロカロリメータを搭載しエネルギー分解能12電子ボルト (eV) の高分解能観測を行なう予定であった。しかし、この装置は2005年8月8日に装置を冷却する液体ヘリウムがすべて気化して失われてしまう不具合が発生し使用不能となってしまった。
残り4つの軟X線望遠鏡は、口径40 cm、焦点距離4.75 m、X線CCDカメラを検出器としており広視野の観測に用いられる。あすかに搭載されていたX線CCDカメラよりも分解能が約1分と向上され、また有効面積の向上も図られている。
硬X線望遠鏡はあすかでは観測できなかった10 - 700 keVの高エネルギーX線を検出するために設けられた装置である。

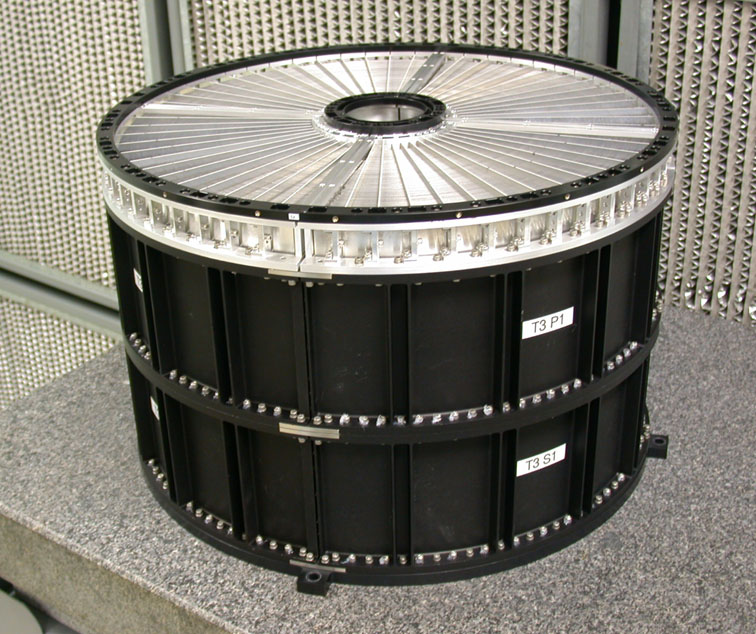
X線望遠鏡 (XRT)
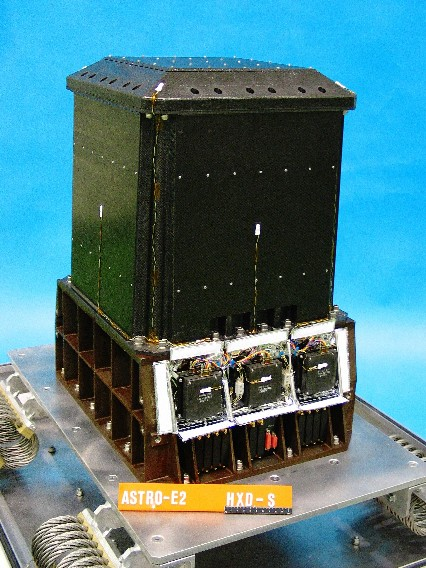
硬X線検出器HXD
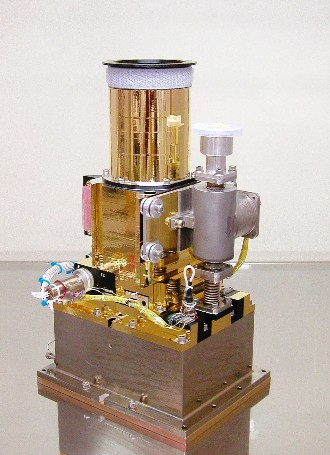
X線CCDカメラ (XIS)
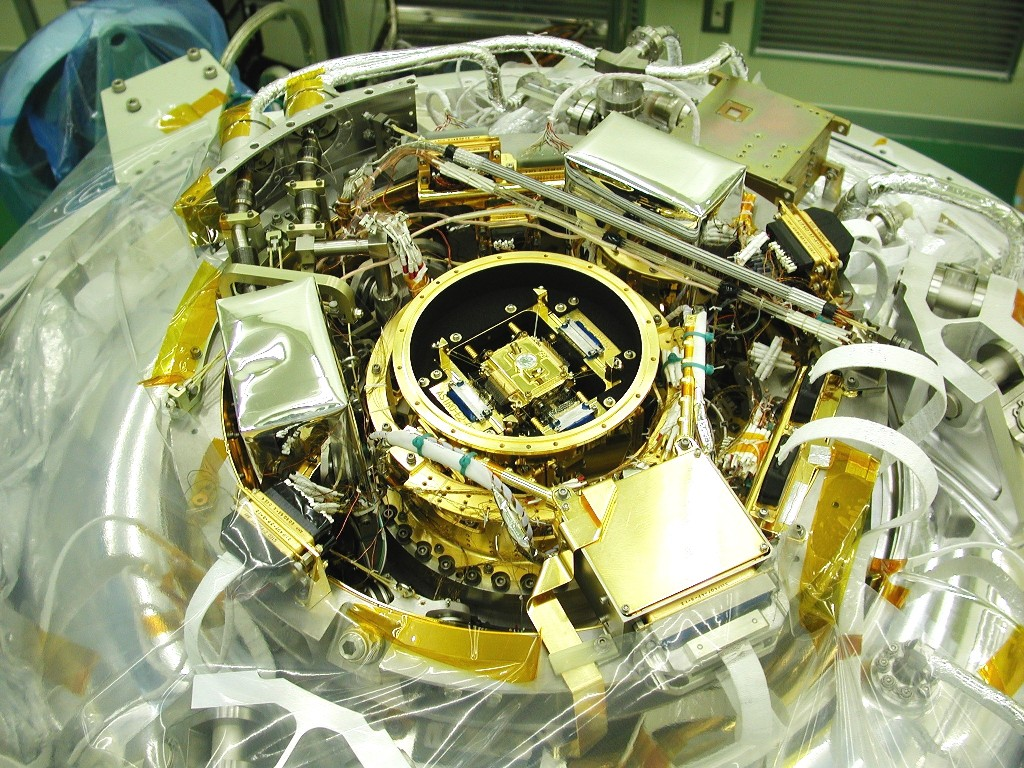
高分解能X線分光器 (XRS)

## 運用
2005年7月10日の打ち上げ後、9月10日から試験観測を開始、2006年4月1日より本観測へ移行した。設計寿命の2年を越える2年2ヶ月の実運用を行い、2008年6月から後期運用へ移行した。

### XRS不具合
2005年8月8日、観測機器の1つである高分解能X線分光器 (XRS) で、冷却材として用いられていた液体ヘリウムが蒸発する不具合が発生し、XRSは使用不能になった。
真空断熱容器ヘリウム排気弁を衛星内部に配置したために排気されたヘリウムが真空断熱容器内部に還流して真空断熱が劣化し、ヘリウムの温度が上昇してヘリウムが蒸発し、さらにそのヘリウムが排気弁から真空断熱容器内に流れ込み、結果として真空断熱の劣化とヘリウムの蒸発が連鎖的に起きてしまったためと考えられている。
宇宙環境は、太陽光のあたる面と太陽光のあたらない面では非常に温度差が激しいため、衛星の状況によっては液体ヘリウムは気化する可能性がある。

### 運用終了
2015年6月1日の運用以降、電力不足により衛星との通信が間欠的にしか確立できなくなった。衛星はバッテリーが機能していないため、太陽電池パドルに日の当たる時間帯のみ電源が入る状態で、姿勢制御は失われ、約0.33 rpm程度でスピンしていると推定された。その後、2ヶ月程度の期間、正常運用への復帰に向けて、姿勢の安定、電力の確保が試みられたが、復旧できなかった。
2015年8月26日、打ち上げから10年以上が経ち、バッテリーの枯渇などで運用継続不可能と判断したため、宇宙航空研究開発機構 (JAXA) が観測を終え、衛星の運用を終了することを発表した。同年9月3日に開催された宇宙開発利用部会において、9月2日以降、運用終了に向けて以下の作業を進めることが報告された。
- JAXAのスペースデブリ発生防止標準に基づき、バッテリ切り離しを行う。
- 電波の使用停止の観点から、送信電波の停波を行う。
- 軌道低下運用は実施しない[注 1]。

2025年1月5日23時41分ごろ、すざくは南太平洋上空（南緯18.3度、東経167.3度付近）で大気圏に再突入し消滅した。

## 観測成果
2005年8月13日のX線望遠鏡 (XRT)/X線CCDカメラ (XIS)、8月20日の硬X線検出器 (HXD) の初観測以来、さまざまな観測成果を挙げている。「すざく」は、従来の衛星に比べ広いエネルギー帯域での観測が可能であり（従来の10 keVまでに対し、「すざく」は700 keVまで観測可能）、世界最高レベルの感度を達成するなど優れた観測能力を実証し、宇宙の構造形成やブラックホール直近領域の探査等で順調に成果をあげている。2006年12月中旬には、日本天文学会欧文報告「すざく特集号」が発行され、科学論文25編とハードウエア/ソフトウエアに関する論文5編が掲載されている。